# Dorothea Mackellar

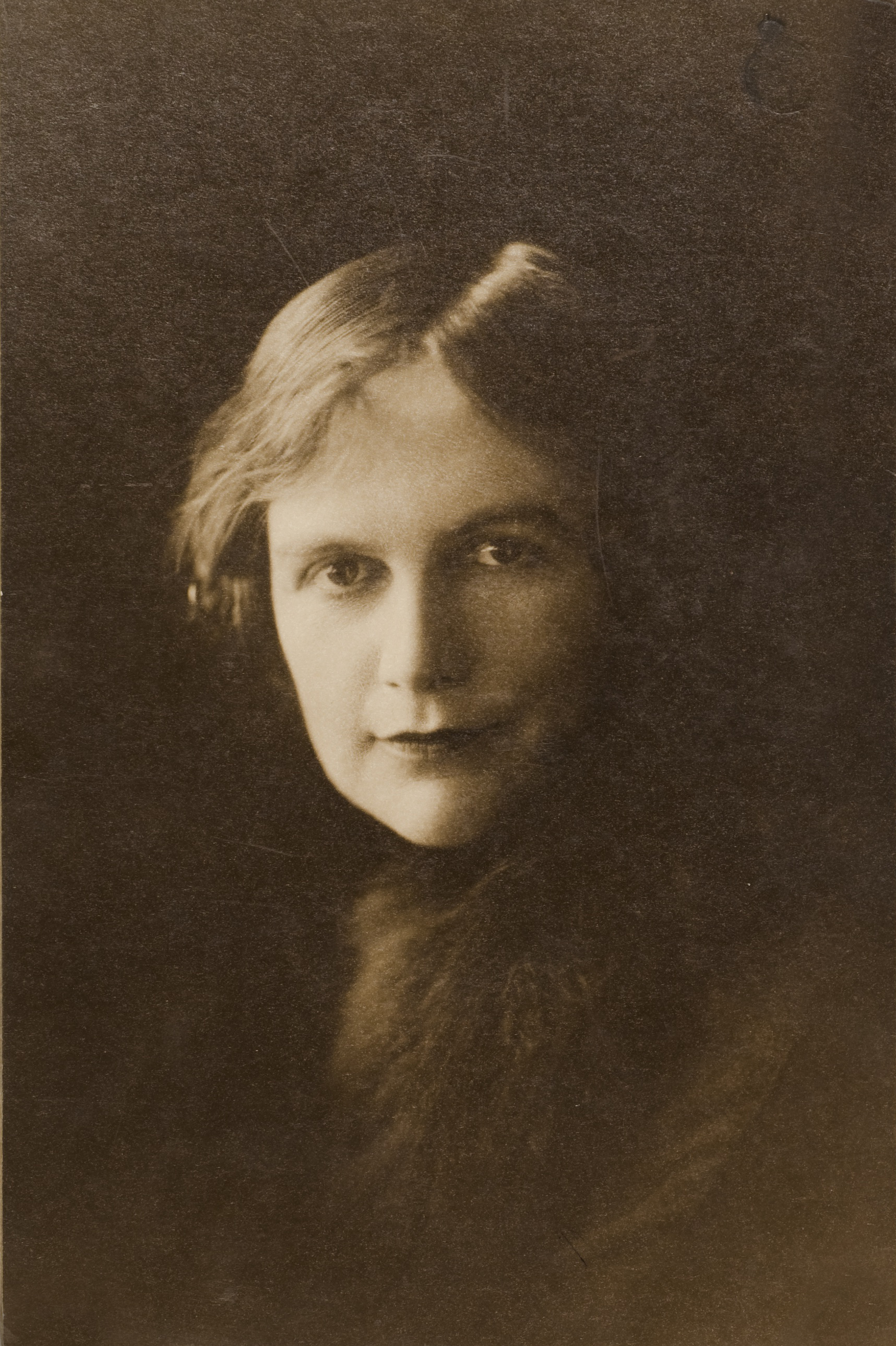
Dorothea Mackellar, 1927

Isobel Marion Dorothea Mackellar, besser bekannt als Dorothea Mackellar, OBE (* 1. Juli 1885 in Sydney; † 14. Januar 1968 ebenda), war eine australische Dichterin und Romanautorin.
Ihr Gedicht My Country ist in Australien sehr bekannt.

## Leben

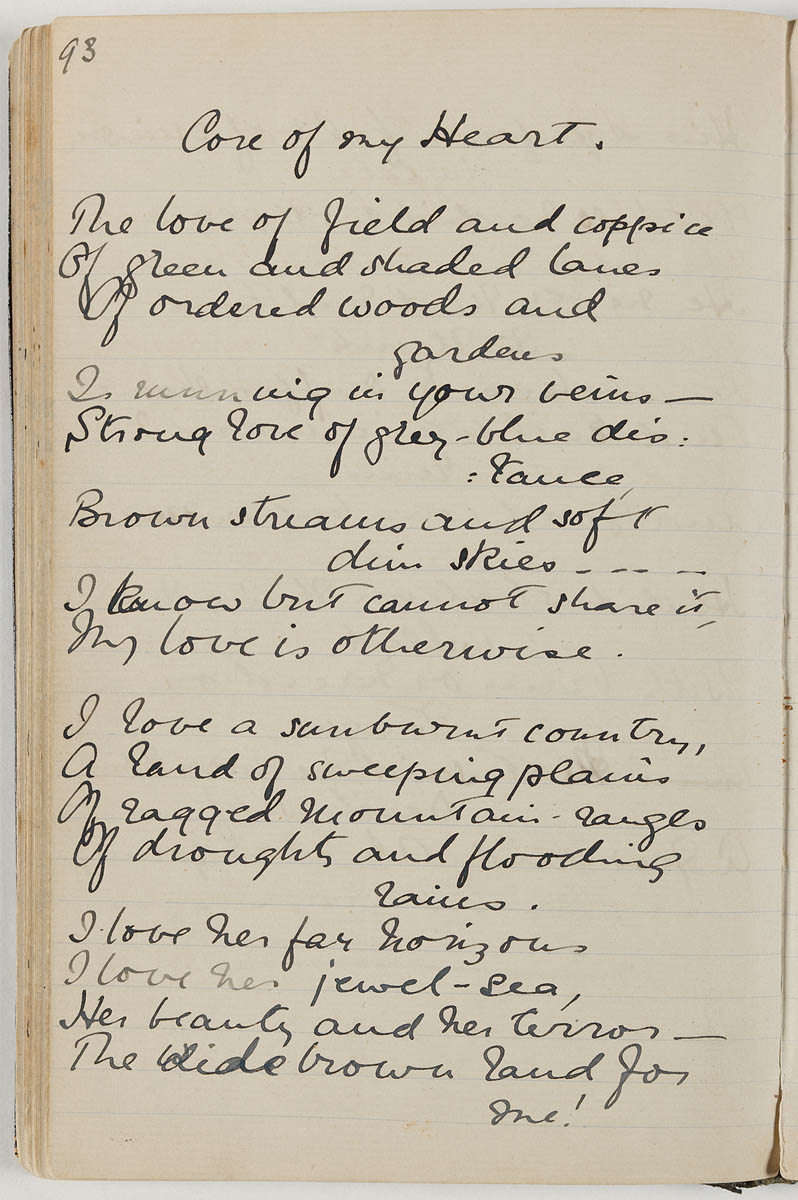
Manuskript des Gedichtes Core of my Heart (My Country)

Dorothea Mackellar wurde am 1. Juli 1885 als drittes Kind und einzige Tochter des Arztes und Parlamentsangehörigen Sir Charles Mackellar und seiner Frau Marion in Point Piper, einem Stadtteil von Sydney, geboren. Sie wurde zu Hause unterrichtet und reiste viel mit ihren Eltern. Sie sprach fließend Französisch, Spanisch, Deutsch und Italienisch und besuchte einige Vorlesungen an der Universität von Sydney, ohne jedoch einen Abschluss anzustreben. Dorothea Mackellar bewegte sich zwischen der Gesellschaft von Sydneys Intellektuellen, dem Leben auf dem Landgut ihrer Familie und ihren Freunden in London. Sie begann schon in jungen Jahren zu schreiben und überraschte ihre Familie, als Zeitschriften ihre Verse und Prosastücke nicht nur veröffentlichten, sondern auch bezahlten. Obwohl sie in einer städtischen Umgebung aufwuchs, wird Mackellars Poesie in Australien als Inbegriff der bush poem („Busch-Poesie“) angesehen. Besuche auf den Farmen ihrer Brüder in der Nähe von Gunnedah im Nordwesten von New South Wales, wo sie Zeugin einer schweren Dürre wurde, haben Dorothea Mackellars Wahrnehmung der australischen Landschaft und der Natur sehr geprägt und sie inspiriert, darüber zu schreiben.
Während einer Europa-Reise im Alter von 19 Jahren schrieb sie unter einem Anflug von Heimweh ihr wohl bekanntestes Gedicht My Country. Dieses Gedicht wurde im Jahr 1908 in der in London erscheinenden Zeitschrift The Spectator als Core of My Heart erstmals veröffentlicht. In Australien erschien dies Gedicht im Jahr 1911 in dem Gedichtband The Closed Door unter dem Titel My Country. Die zweite Strophe dieses Gedichts ist in ganz Australien sehr bekannt.
Neben The Closed Door (1911) wurden die Bände The Witch Maid, and Other Verses (1914), Dreamharbour (1923) und Fancy Dress (1926) veröffentlicht, die gesammelte Gedichte Mackellars enthielten. Sie veröffentlichte auch Romane, zunächst als alleinige Autorin Outlaw’s Luck (1913) und dann in Zusammenarbeit mit Ruth Bedford The Little Blue Devil (1912) und Two’s Company (1914).
Zwischen 1911 und 1914 war Dorothea Mackellar zweimal verlobt. Die erste Beziehung beendete sie, weil sie sich von ihrem Partner übermäßig beschützt fühlte. Ihre zweite Beziehung litt unter Missverständnissen und mangelnder Kommunikation zur Zeit des Ersten Weltkriegs und wurde daraufhin ebenfalls beendet. Sie heiratete auch später nicht und hatte keine Kinder.
Dorothea Mackellar kümmerte sich um ihre alternden Eltern. Nach dem Tod des Vaters im Jahr 1926 schrieb sie keine eigenen Gedichte mehr. Vereinzelt fertigte sie kraftvolle Übersetzungen von wenig bekannten spanischen und deutschen Dichtern an. In den 1930er Jahren war Dorothea Mackellar in der Literaturszene von Sydney aktiv. Sie engagierte sich im Sydney Publishers, Editors and Novelists Club, im Bush Book Club New South Wales und war aktiv an der Gründung der PEN-Niederlassung in Sydney beteiligt. Ihre Mutter starb 1933. Ihre letzten Lebensjahre verbrachte Dorothea Mackellar gesundheitlich angeschlagen und lebte deshalb zeitweilig in einem Pflegeheim. Nach einem Sturz in ihrem Haus in Darling Point wurde sie in ein Krankenhaus gebracht, wo sie infolge ihrer Verletzungen am 14. Januar 1968 im Alter von 82 Jahren starb. Sie ist auf dem Waverley Cemetery in Sydneys Osten begraben.

## Werkauswahl
- The Closed Door, Australasians Authors’ Agency, Melbourne, 1911
- Outlaw’s Luck, Mills & Boon, London, 1913 (Roman)
- The Witchmaid, and Other Verses, J. M. Dent & Sons, London, 1914
- Dream Harbour, Longmans, Green and Co., London, 1923
- Fancy Dress, Angus & Robertson, Sydney, 1926

## Ehrungen

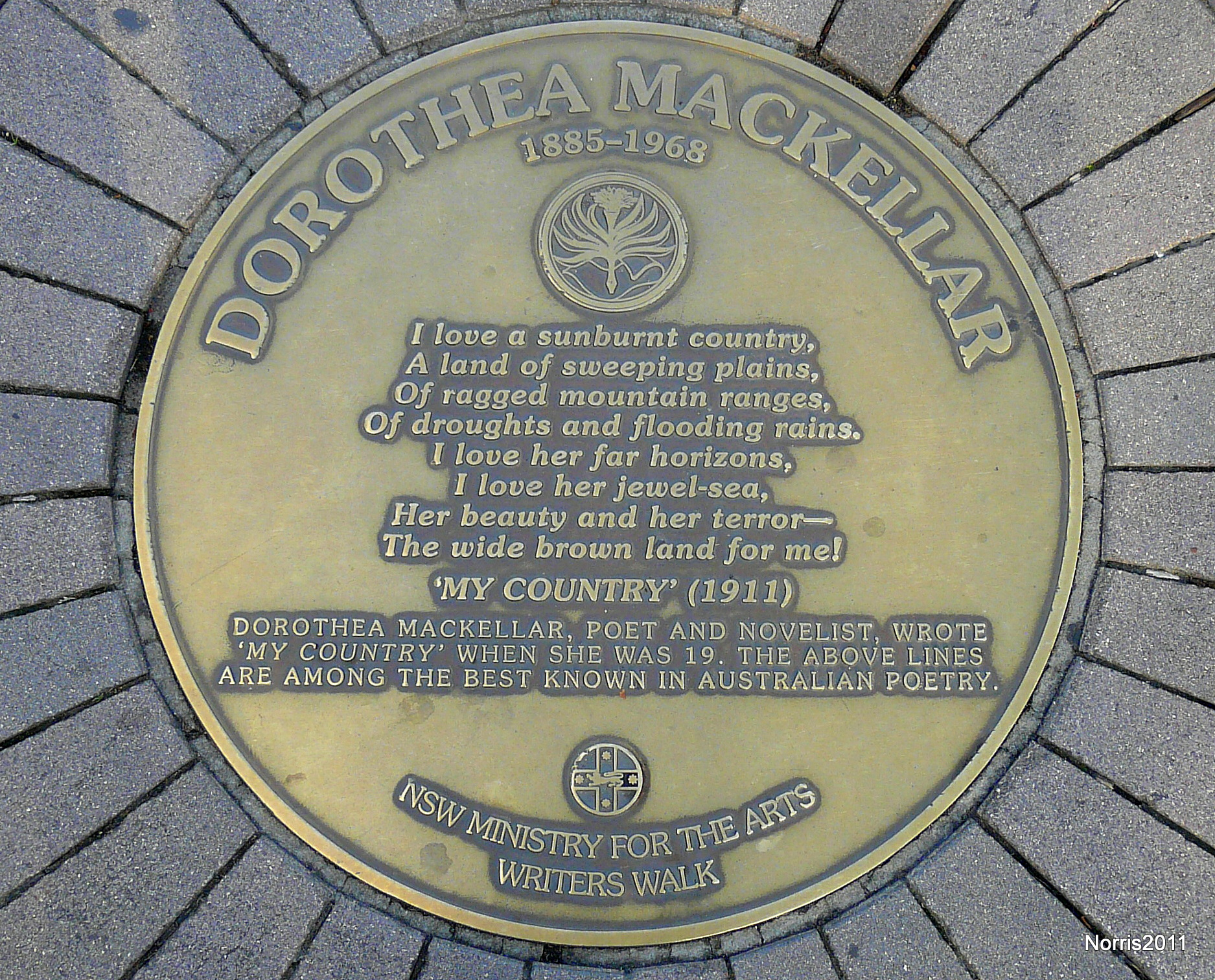
Plakette auf dem Writers Walk in Sydney mit der zweiten Strophe des Gedichts My Country

Am 1. Januar 1968, zwei Wochen vor ihrem Tod, wurde Dorothea Mackellar für ihren Beitrag zur australischen Literatur mit dem Offizierskreuz des Order of the British Empire ausgezeichnet.
Ein Wahlbezirk in Sydney sowie eine Straße in Cook, einem Vorort der australischen Hauptstadt Canberra, wurde nach Mackellar benannt.
Am Australia Day, dem 26. Januar 1983, wurde in Gunnedah ein Denkmal für Dorothea Mackellar enthüllt und eingeweiht.
Im Jahr 1984 wurden in Gunnedah erstmals die Dorothea Mackellar Poetry Awards ausgetragen, die sich zu einem landesweiten Poesiewettbewerb für australische Schüler entwickelt haben.
Im Jahr 1991 wurde in Sydney am Circular Quay auf einem Fußweg zwischen dem Kreuzfahrtterminal und dem Sydney Opera House der Sydney Writers Walk eingerichtet. Unter den 60 im Boden eingelassenen Metallplaketten befindet sich auch eine Plakette zu Ehren von Dorothea Mackellar.